# ألبرت خان
ألبرت خان (بالفرنسية: Albert Kahn) هو مصرفي فرنسي، ولد في 3 مارس 1860 في مارموتير في فرنسا، وتوفي في 14 نوفمبر 1940 في بولون-بيانكور في فرنسا.

## وصلات خارجية
- الموقع الرسمي